# Paracyathus ebonensis
Espèce
Statut CITES
Paracyathus ebonensis est une espèce de coraux appartenant à la famille des Caryophylliidae.